# Orbais-l'Abbaye
Orbais-l'Abbaye är en kommun i departementet Marne i regionen Grand Est (tidigare regionen Champagne-Ardenne) i nordöstra Frankrike. Kommunen ligger i kantonen Montmort-Lucy som tillhör arrondissementet Épernay. År 2022 hade Orbais-l'Abbaye 523 invånare.

## Befolkningsutveckling
Antalet invånare i kommunen Orbais-l'Abbaye
| Referens: INSEE |